# Eardwulf z Nortumbrii
Eardwulf z Nortumbrii, Eardulfus, Eard, Ardwulfus – władca anglosaskiego królestwa Nortumbrii od roku 796 do 806, kiedy został obalony i wygnany.

## Źródła informacji
Najcenniejszym źródłem informacji na temat Eardwulfa są listy mnicha Alkuina, których adresatami są zarówno Eardwulf, jak i mercyjski patrycjusz Osbert oraz obalony wcześniej król Nortumbrii, Osbald. Szersze tło wydarzeń politycznych w państwach anglosaskich znane jest z wymiany listów między królem Franków Karolem Wielkim a papieżem Leonem III.

## Pochodzenie
Niewiele wiadomo o pochodzeniu Eardwulfa. Należał do arystokracji Nortumbrii. W 790 roku pełnił funkcję ealdormana. Był również athelingiem, czyli potencjalnym konkurentem króla Etelreda I do tronu. Z kolei Symeon z Durham w swojej kronice zapisał, że ojciec Eardwulfa miał również na imię Eardwulf i że obu przysługiwał tytuł dux. Może to wskazywać, że Eardwulf był potomkiem syna króla Edwulfa – Eanwine’a, zabitego w 740 roku na rozkaz króla Eadberta. Z drugiej strony w liście Alkuina wysłanym w 797 roku do Kentu autor ubolewał, iż nowi władcy Nortumbrii i Mercji (Eardwulf i Offa) nie pochodzą ze starych dynastii królewskich. Pochodzenie Eardwulfa nie jest więc pewne.

## Życiorys

### Zamach na życie Eardwulfa
Po raz pierwszy imię Eardwulfa pojawia się w źródłach pod rokiem 790. Symeon z Durham relacjonuje, że w tym roku król Etelred I pojmał Eardwulfa i uwięził w Ripon. Rozkazał zabić Eardwulfa, jednak zamach się nie powiódł i uznanego za martwego porzucono go przed bramą tamtejszego klasztoru. Mnisi zaopiekowali się ciałem i złożyli je w kościele, odprawiając nad nim modły. Według legendy po północy Eardwulf został znaleziony żywy w kaplicy. W swym liście do Eardwulfa Alkuin stwierdza, że uniknął on śmierci na skutek cudu.
Nieznane są losy Eardwulfa po jego ocaleniu. W tym czasie Etelred uporał się z pozostałymi athelingami: na jego rozkaz zginęli obaj synowie Elfwalda I – Elf i Elfwine, a kiedy Osred II (wcześniej zdetronizowany, postrzyżony i zmuszony do wstąpienia do klasztoru) spróbował odzyskać tron, również stracił życie. 18 kwietnia 796 roku sam Etelred padł ofiarą spisku możnych i został zamordowany. Po jego śmierci zapanowała anarchia, którą wykorzystał ealdorman Osbald, przejmując władzę. Został jednak zdetronizowany po 27 dniach rządów i zmuszony do ucieczki do Piktów.

### Objęcie władzy
14 maja 796 roku królem Nortumbrii został Eardwulf. Kronika anglosaska podaje, że został koronowany 26 maja w katedrze York Minster przez Eanbalda I, arcybiskupa Yorku, oraz biskupów: Etelberta z Hexham, Beadwulfa z Whithorn i Hygebalda z Lindisfarne. Uroczysta koronacja miała nie tylko być wyrazem poparcia dla króla ze strony duchowieństwa, ale również uprawomocnić jego potomków na tronie, co nie było bez znaczenia w szarpanej konfliktami dynastycznymi VIII-wiecznej Nortumbrii.
W momencie objęcia władzy Eardwulf był żonaty. Żona, nieznana z imienia, urodziła mu syna, Eanreda. Wkrótce po koronacji król porzucił ją jednak, biorąc sobie konkubinę, co wyrzucał mu Alkuin w swym liście, ostrzegając jednocześnie, że może przez to stracić królestwo jak jego poprzednicy, gdyż naraził się na gniew Boga.

### Wewnętrzne konflikty dynastyczne
Niedługo po koronacji Eardwulfa zmarł arcybiskup Eanbald I. Jego następca, Eanbald II, nie należał do zwolenników króla. – nawet Alkuin zauważał ze zdziwieniem poparcie, jakiego arcybiskup udzielał wrogom Eardwulfa. Najgroźniejszym przeciwnikiem Eardwulfa był jednak ealdorman Wada, jeden z przywódców spisku, który obalił Etelreda. Jest prawdopodobne, że Wada nie chciał władzy dla siebie, a jedynie był przedstawicielem stronnictwa popierającego przywrócenie na tron Osbalda. 2 kwietnia 798 roku Eardwulf pokonał Wadę na Billington Moor, w pobliżu Whalley. Przegrany udał się na wygnanie do Mercji. W tym samym roku Alkuin napisał list do Osbalda, przebywającego w klasztorze. Odwodził go od ulegania ambicjom politycznym i podejmowania kolejnych interwencji w Nortumbrii oraz zachęcał do poświęcenia się Bogu. Osbald najwyraźniej wziął sobie rady przyjaciela do serca, gdyż aż do swej śmierci w 799 roku pełnił funkcję opata.
Stronnictwo popierające Osbalda nie było jedynym, z którym musiał się zmierzyć Eardwulf, aby zachować tron. Kolejnym athelingiem, który upomniał się o swe prawa, był ealdorman Moll, prawdopodobnie krewny Etelreda, którego ojcem był Etelwald Moll. Został zabity na rozkaz Eardwulfa w 799 roku. Rok później stronicy króla zabili innego potencjalnego rywala władcy – Alkmunda, syna króla Alhreda. Alkmund został uznany za męczennika i otoczony kultem w Derby, w Mercji.

### Konflikt z Mercją
W 801 roku Eardwulf stanął na czele armii i skierował się przeciw królowi Mercji, Coenwulfowi, który udzielił schronienia jego wrogom (prawdopodobnie powiązanym z królem Etelredem I, żonatym z mercyjską księżniczką Elfledą, krewną Coenwulfa). Wojna nie wybuchła, gdyż ostatecznie Coenwulf ustąpił i doszło do zawarcia porozumienia dzięki mediacji biskupów obu królestw.

### Sytuacja gospodarcza Nortumbrii

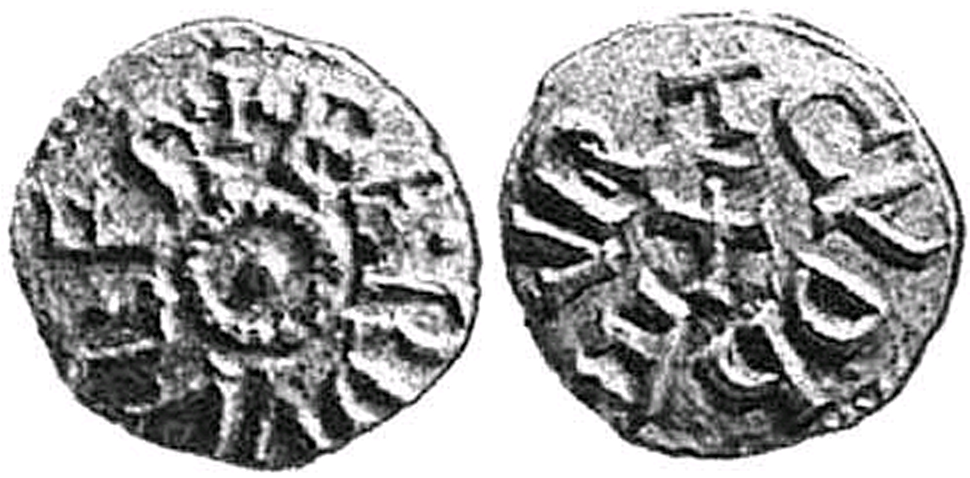
Moneta Eardwulfa

Po rozwiązaniu konfliktu z Mercją, Eardwulf mógł skupić się na sytuacji wewnętrznej. Nie zachowały się żadne źródła pisane, które pozwalałyby ocenić jego panowanie. Zazwyczaj w takiej sytuacji historycy sięgają po pomoc do znalezisk archeologicznych. Szczególnie pomocne w analizie gospodarki państw anglosaskich pod rządami kolejnych królów jest badanie bitych na ich rozkaz monet, a zwłaszcza zawartości w nich srebra. Do 1990 roku nie znano żadnych monet Eardwulfa, co interpretowano jako znak niestabilności gospodarczej Nortumbrii pod jego rządami i osłabienie królewskiego skarbca. Przyczyną tego stanu mogła być konieczność płacenia daniny na rzecz dominujących królów Mercji, Offy i Coenwulfa, lub też konieczność zmagania się z atakami wikingów w latach 90. VIII wieku. W 1990 roku zidentyfikowano dwie monety Eardwulfa, liczba ta jest jednak znikoma w porównaniu do monet innych królów. Dopiero jego syn Eanred rozkazał wybić znaczną liczbę nowych monet.

### Detronizacja i wygnanie
W roku 806 doszło do zamachu stanu, w wyniu którego Eardwulf został zdetronizowany. Nieznane są okoliczności tych wydarzeń, ale korespondencja między Karolem Wielkim a papieżem Leonem III sugeruje, iż zamieszany był w nie Coenwulf z Mercji. Kolejnym władcą Nortumbrii został Elfwald II.
Podobnie jak wielu wcześniejszych władców, Eardwulf po obaleniu zdecydował się na ucieczkę z kraju, przy czym (w przeciwieństwie do poprzedników związanych z klasztorem Lindisfarne, chroniących się u Piktów) zdecydował się udać do kraju Franków, gdzie przebywał jakiś czas na dworze Karola Wielkiego. W kronice Annales Lindesfarnenses znajduje się zapis, iż na wygnaniu poślubił córkę Karola Wielkiego. Znane są związki wszystkich legalnych dzieci Karola, ale możliwe, że Eardwulf poślubił córkę z nieprawego łoża. Wiadomo również, że zdecydował się odbyć pielgrzymkę do Rzymu.

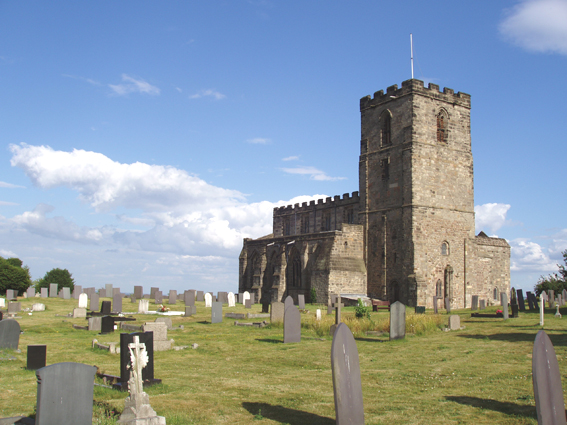
Kościół Najświętszej Maryi Panny i św. Hardulfa w Breedon on the Hill

### Ponowne panowanie?
Pod eskortą wysłanników papieskich i zbrojnych Karola Wielkiego Eardwulf powrócił do Nortumbrii. Źródła frankijskie relacjonują, iż ponownie rządził Nortumbrią, ale zachowane źródła anglosaskie tego nie potwierdzają. Historycy spierają się, czy następcą Elfwalda został Eardwulf czy też jego syn Eanred. Jeśli ponownie zasiadał na tronie, to jego panowanie rozpoczęło się w 808 roku i trwało do 811/820 lub nawet do około 830 roku.

### Śmierć i miejsce spoczynku
Nieznana jest data śmierci Eardwulfa. Część historyków identyfikuje go jako świętego Hardulfa, pochowanego w mercyjskim opactwie w Breedon on the Hill. Znajduje się tam królewski kościół poświęcony Najświętszej Maryi Pannie i św. Hardulfowi. Jest to jednak kontrowersyjna hipoteza, której dotąd nie udowodniono bez żadnych wątpliwości.